# Chief Mouser to the Cabinet Office
O Ratoeiro-chefe para o Gabinete ou Chefe Felino do Gabinete (em inglês: Chief Mouser to the Cabinet Office) é o título do gato residente oficial do Primeiro-ministro do Reino Unido na 10 Downing Street. Há um gato residente no governo inglês empregado como chefe e animal de estimação desde os anos 1500, embora os registros modernos datem apenas da década de 1920. Embora outros gatos tenham servido Downing Street, o primeiro a receber o título oficial de Chief Mouser pelo Governo Real foi Larry em 2011. Outros gatos receberam esse título afetuosamente, geralmente pela imprensa britânica. Em 2004, foi realizado um estudo mostrando que as opiniões dos eleitores sobre o Chefe Felino estavam alinhadas entre a preferência partidária do eleitor e o primeiro-ministro correspondente.

## História
Há evidências de um gato em residência no governo inglês que remonta ao reinado de Henrique VIII, quando o cardeal Thomas Wolsey colocava seu gato ao seu lado enquanto atuava em sua capacidade judicial como Lorde Chanceler. Os registros oficiais, no entanto, lançados em domínio público em 4 de janeiro de 2005 como parte da Lei de Liberdade de Informação de 2000, datam apenas de 3 de junho de 1929, quando A.E. Banham, no Tesouro, autorizou o Detentor do Escritório "a gastar 1d por dia de dinheiro para a manutenção de um gato eficiente". Em abril de 1932, o subsídio semanal foi aumentado para 1s 6d. No século 21, o felino custava £100 per annum. Os gatos não pertencem necessariamente ao primeiro-ministro em residência e é raro o mandato do Chefe Felino coincidir com o de um primeiro-ministro. O gato com maior tempo de mandato conhecido em Downing Street é Wilberforce, que serviu sob quatro primeiros ministros diferentes: Edward Heath, Harold Wilson, Jim Callaghan, e Margaret Thatcher.
O cargo é ocupado por Larry desde 2011, o primeiro a receber o título oficialmente. A partida do titular anterior, Sybil, foi em janeiro de 2009. Sybil, que iniciou seu mandato em 11 de setembro de 2007, foi a primeira felina em dez anos após a aposentadoria de seu antecessor Humphrey em 1997. Sybil era de propriedade do então Chanceler do Tesouro Alistair Darling, que morava na 10 Downing Street, enquanto o então primeiro-ministro Gordon Brown morava na maior 11 Downing Street. Foi relatado que Sybil não se estabeleceu em Londres e voltou à Escócia para morar com um amigo dos Darlings. Sybil morreu em 27 de julho de 2009.
Em janeiro de 2011, ratos foram vistos em Downing Street, "correndo pelas escadas da Number 10 Downing Street pela segunda vez durante uma reportagem de TV", segundo a ITN. Não havendo Chefe Felino em exercício naquele momento, o porta-voz do primeiro-ministro disse que "não há planos" para que um gato seja trazido para resolver o problema; No entanto, no dia seguinte, os jornais informaram que o porta-voz havia dito que havia uma "facção pró-gato" dentro de Downing Street, levando à especulação de que um substituto poderia realmente ser trazido para lidar com o problema. Em 14 de fevereiro de 2011, foi relatado que um gato chamado "Larry" havia sido trazido para resolver o problema. O London Evening Standard informou que o gato havia sido selecionado por David Cameron e sua família, daqueles da Battersea Dogs & Cats Home.
Em setembro de 2012, foi relatado que o primeiro-ministro David Cameron havia demitido Larry do cargo de Chefe Felino, em favor da gata malhada do chanceler George Osborne, Freya, como a nova Chefe Felina para patrulhar os números 10, 11 e 12. Algumas fontes descreveram o novo acordo como um "compartilhamento de trabalho" para evitar sentimentos feridos. Os Chief Mousers no passado se sobrepuseram ou foram adotados em fases - embora a posição possa e permaneça vaga por longos períodos de tempo. Larry é o único Chief Mouser listado no site oficial do Number 10. Em novembro de 2014, Freya foi exilada da Downing Street, deixando Larry como Chefe Felino.

## Estudo de partidarismo envolvendo oChief Mouser
Robert Ford, cientista político da Universidade de Manchester, relatou uma pesquisa do YouGov sobre reações partidárias aos gatos de Downing Street. Os participantes da pesquisa receberam uma foto de Humphrey, o Chefe Felino nomeado por Margaret Thatcher, e disseram que ele era o gato de Thatcher ou o gato de Tony Blair. Afinidade com o gato dividida em linhas partidárias: os eleitores conservadores gostaram muito mais do gato quando lhe disseram que ele era de Thatcher e os trabalhistas gostaram muito mais do gato quando disseram que ele era de Blair. Ford conclui que o partidarismo molda reações a tudo o que um político faz, por mais trivial que seja, semelhante ao efeito halo observado pelos psicólogos.

## Lista dos Ratoeiros-chefes
| Nome                                                         | Posse        | Término    | Primeiros Ministros                                                                       | Refs          |
| ------------------------------------------------------------ | ------------ | ---------- | ----------------------------------------------------------------------------------------- | ------------- |

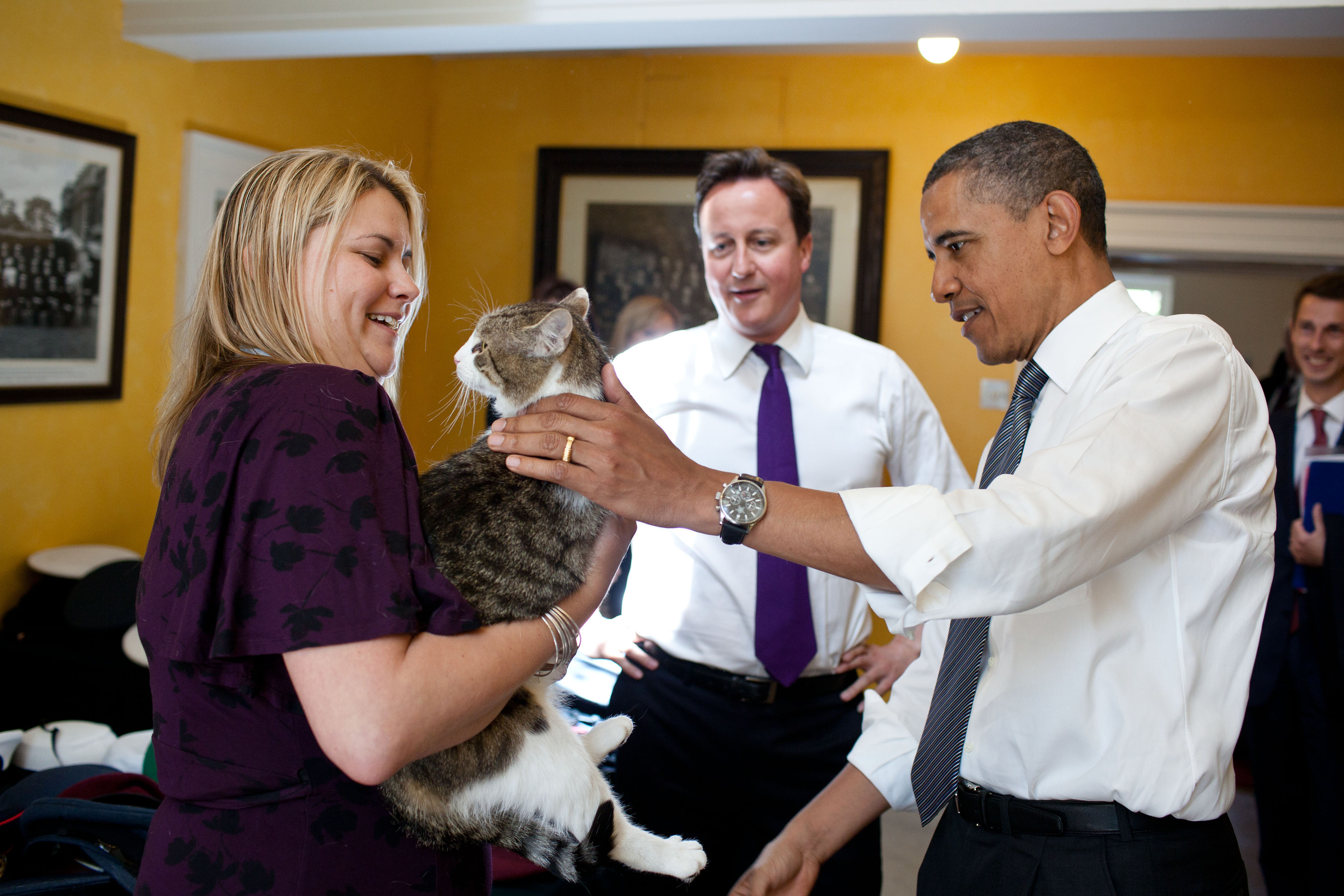
Larry em 2011 com o primeiro-ministro David Cameron e o presidente dos EUA, Barack Obama

| Rufus de Inglaterra (popularmente apelidado "Treasury Bill") | 1924         | c. 1930    | Ramsay MacDonald                                                                          | [ 28 ]        |
| Peter                                                        | desconhecida | 1946       | Stanley Baldwin, Ramsay MacDonald, Neville Chamberlain, Winston Churchill, Clement Attlee | [ 6 ]         |
| Munich Mouser                                                | 1937–40      | 1943       | Neville Chamberlain, Winston Churchill                                                    | [ 29 ] [ 30 ] |
| Nelson                                                       | 1940         | 1940       | Winston Churchill                                                                         | [ 30 ] [ 31 ] |
| Peter                                                        | 1941         | 1946       | Winston Churchill, Clement Attlee                                                         | [ 10 ]        |
| Peter II                                                     | 1946         | 1946       | Clement Attlee                                                                            | [ 6 ]         |
| Peter III                                                    | 1946         | 1964       | Clement Attlee, Winston Churchill, Anthony Eden, Harold Macmillan, Alec Douglas-Home      | [ 6 ]         |
| Peta                                                         | 1964         | c. 1976    | Alec Douglas-Home, Harold Wilson, Edward Heath                                            | [ 6 ]         |
| Wilberforce                                                  | 1973         | 1986       | Edward Heath, Harold Wilson, Jim Callaghan, Margaret Thatcher                             | [ 32 ]        |
| Humphrey                                                     | 1989         | 1997       | Margaret Thatcher, John Major, Tony Blair                                                 | [ 33 ]        |
| Sybil                                                        | 2007         | 2009       | Gordon Brown                                                                              | [ 34 ] [ 32 ] |
| Larry                                                        | 2011         | incumbente | David Cameron, Theresa May, Boris Johnson, Liz Truss, Rishi Sunak, Keir Starmer           | [ 35 ]        |
| Freya                                                        | 2012         | 2014       | David Cameron                                                                             | [ 23 ]        |